# Awa Ly N'diaye
Awa Ly N'diaye (sinh ngày 15 tháng 1 năm 2000) là một vận động viên bơi lội người Sénégal. Cô đã tham gia cuộc thi tự do 50 mét nữ tại Thế vận hội mùa hè 2016.